# The Precursors
The Precursors (Предтечи) est un jeu vidéo de tir à la première personne développé par Deep Shadows et édité par Russobit-M, sorti en 2009 sur Windows.